# Desa Kopo (administrativ by i Indonesien, lat -6,67, long 106,91)
Desa Kopo är en administrativ by i Indonesien.   Den ligger i provinsen Jawa Barat, i den västra delen av landet, 50 km söder om huvudstaden Jakarta.